# Підводні човни типу «Лафаєт»
| Підводні човни типу «Лафаєт»            | Підводні човни типу «Лафаєт»                              | Підводні човни типу «Лафаєт»                              |
| --------------------------------------- | --------------------------------------------------------- | --------------------------------------------------------- |
|                                         |                                                           |                                                           |
|                                         |                                                           |                                                           |
| Woodrow Wilson (SSBN-624) на фоні мосту |                                                           |                                                           |
| Під прапором                            | США                                                       | США                                                       |
| Спуск на воду                           | 1962—1964 рр (9 човнів)                                   | 1962—1964 рр (9 човнів)                                   |
| Виведений зі складу флоту               | 1992—1995 рр                                              | 1992—1995 рр                                              |
| Проєкт                                  |                                                           |                                                           |
| Тип ПЧ                                  | Підводні човни атомні з ракетами балістичними (ПЧАРБ)     | Підводні човни атомні з ракетами балістичними (ПЧАРБ)     |
| Класифікація НАТО                       | Lafayette                                                 | Lafayette                                                 |
| Вартість                                | 110 млн.$ /човен                                          | 110 млн.$ /човен                                          |
| Основні характеристики                  |                                                           |                                                           |
| Швидкість (надводна)                    | 16-20 вузлів (30-37 км/год)                               | 16-20 вузлів (30-37 км/год)                               |
| Швидкість (підводна)                    | 20-25 вузлів (38-47 км/год)                               | 20-25 вузлів (38-47 км/год)                               |
| Робоча глибина занурення                | 400 м                                                     | 400 м                                                     |
| Гранична глибина занурення              | 500 м                                                     | 500 м                                                     |
| Автономність плавання                   | 45-90 діб                                                 | 45-90 діб                                                 |
| Екіпаж                                  | 143 осіб                                                  | 143 осіб                                                  |
| Розміри                                 |                                                           |                                                           |
| Довжина найбільша (по КВЛ)              | 129 м                                                     | 129 м                                                     |
| Ширина корпусу найб.                    | 10,06 м                                                   | 10,06 м                                                   |
| Середня осадка (по КВЛ)                 | 9 −9,6 м                                                  | 9 −9,6 м                                                  |
| Водотоннажність надводна                | 6650 т.                                                   | 6650 т.                                                   |
| Озброєння                               |                                                           |                                                           |
| Торпедно- мінне озброєння               | Носові: 4 ТА калібру 533-мм, торпед (6 в ТА).             | Носові: 4 ТА калібру 533-мм, торпед (6 в ТА).             |
| Ракетне озброєння                       | 16 шахтних установок «Поларіс А2», пізніше «Посейдон С-3» | 16 шахтних установок «Поларіс А2», пізніше «Посейдон С-3» |
| Зображення на Вікісховищі               |                                                           |                                                           |

Підводні човни типу «Лафаєт» (англ. Lafayette) — тип ПЧАРБ ВМС США. Було побудовано і передано флоту 9 човнів. Це був розвиток типу «Етен Аллен». Човни належали до другого покоління ПЧАРБ ВМС США.
Безпосереднім розвитком човнів цього типу були типи ПЧАРБ США «Джеймс Медісон» і «Бенджамін Франклін».

## Історія
Побудова ПЧ серії велася на трьох верфях у 1962–1964-их роках. Човни проєктувалися для встановлення нових типів балістичних ракет, котрі розроблялися в США, тобто, найперше, з більшими розмірами ракетних шахт.

## Конструкція

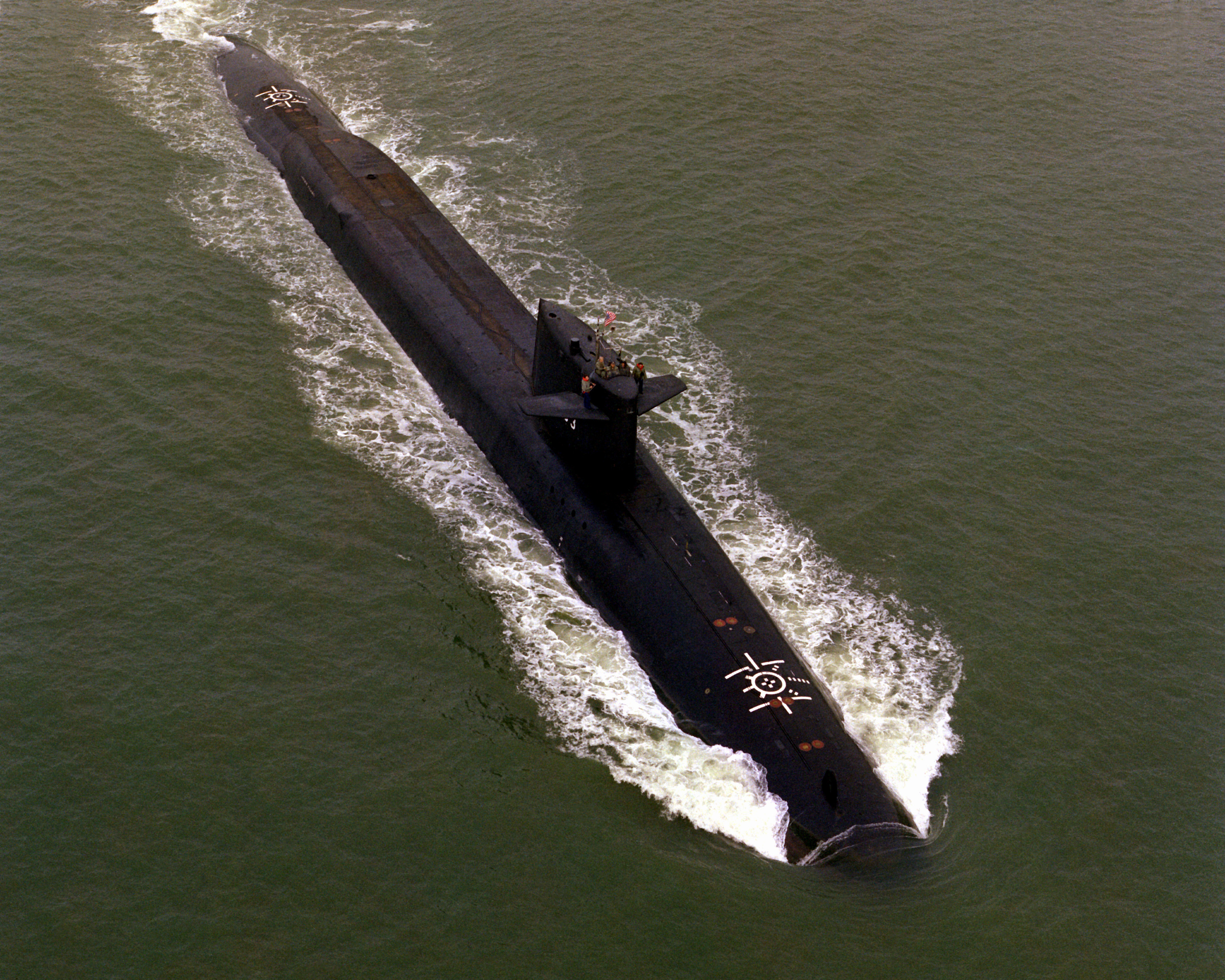
Корпус човна

За конструкцією тип відносяться до човнів з корпусом комбінованого типу. Легкий корпус присутній в районі першого, п'ятого відсіків і в краях. ПЧ має розвинену надбудову, що займає 2/3 довжини корпусу. На рубці човна розташовані носові горизонтальні рулі. Таке розташування носових рулів зменшує перешкоди бортовому ГАК і є традиційним для американських ПЧА. У хвостовій частині розташовані вертикальні і горизонтальні рулі і один семилопатевий гвинт діаметром 5 метрів.
Човни мали 129,5 м в довжину і 10,1 м в ширину, глибина становила 9,6 м. Підводна водотоннажність становила 8250 тон. За рубкою було встановлено 16 шахт для міжконтинентальних балістичних ракет у вигляді так званого «горба». Спереду рубки були закріплені гідролітаки, тільки на човні «Daniel Webster» вони були закріплені в носовій частині. Через це оснащення знижувалася швидкість, тому воно було вилучене через кілька років. Міцний корпус човнів поділявся на водонепроникні відсіки і був виготовлений зі сталі HY-80, що мала велику межу плинності. В носовій частині було розміщене торпедне озброєння, далі приміщення для розміщення екіпажу, головний пост, ракетний відсік (так званий «Шервудський ліс»), а в кормовій частині реактор, а потім машинне відділення.
Підвищена увага при конструюванні ПЧ «Лафаєт» приділялася зниженню власних шумів човна, збільшенню тривалості бойового патрулювання і реалізації здатності активно протидіяти протичовновим силам ймовірного супротивника. Особливістю конструкції підводних човнів проєкту «Лафаєт» було те, що другий, третій, четвертий і шостий відсіки мали однокорпусну конструкцію, а легкий корпус мався в районі першого і п'ятого відсіків і в краях ПЧ У кормовому краю ПЧАРБ були розташовані вертикальний і горизонтальний рулі, семилопатевий гребний гвинт діаметром близько 5 м. ПЧАРБ проєкту «Лафайєт» мали розвинену надбудову.

## Озброєння

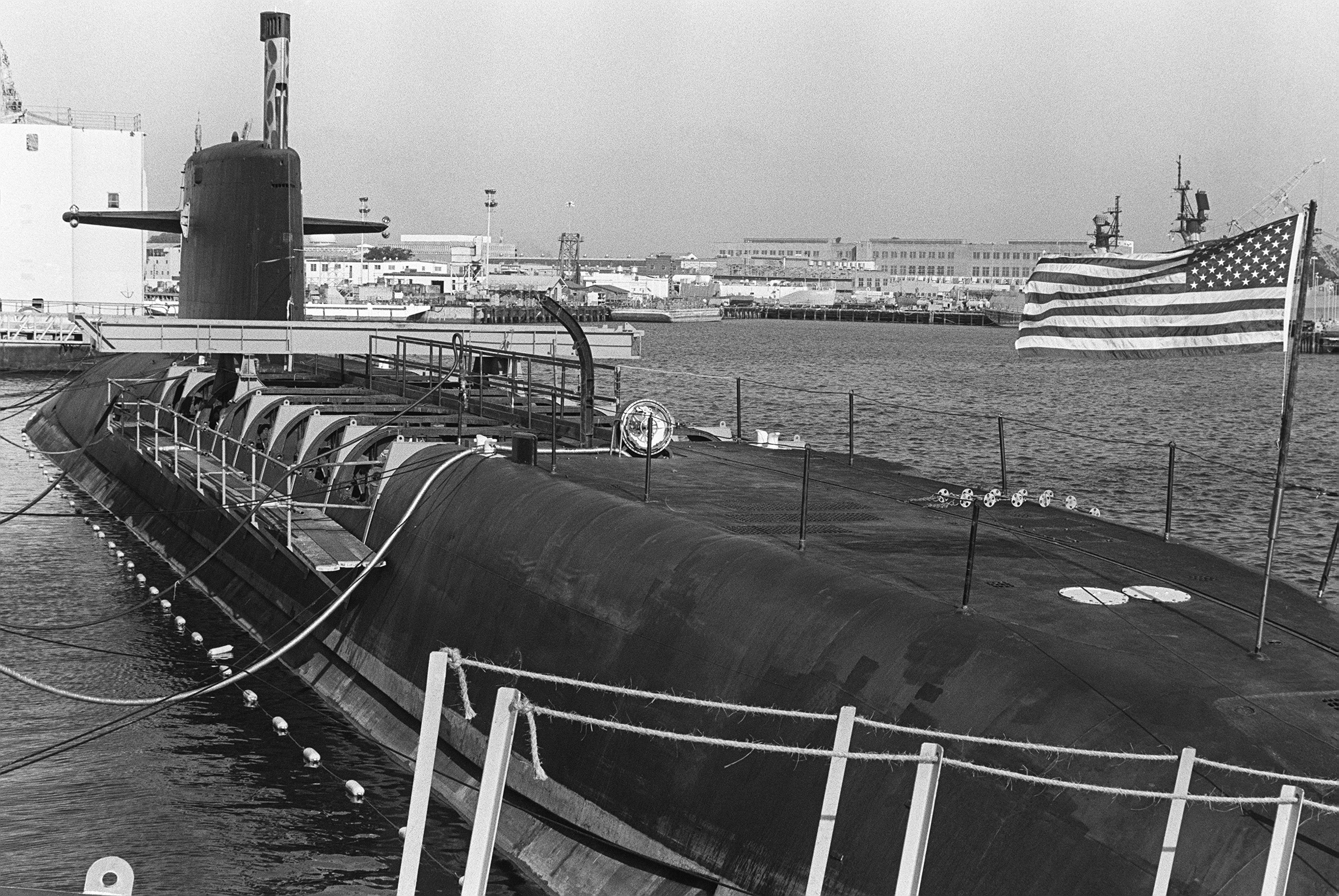
Човен типу з відкритими люками ракетних шахт

Човни типу «Лафаєт» початково були розроблені, щоб нести міжконтинентальні ракети UGM-27B Поларіс А2, тоді як наступні його модифікації (типи «Джеймс Медісон» і «Бенджамін Франклін») вже були озброєні ракетами UGM-27S Поларіс А3, де були покращені ТТХ в порівнянні з A2 більш ніж на 50 %, зокрема дальність була збільшена до 2500 морських миль (4500 км).
У 1970 і 1977 роках усі човни були переозброєні на ракети UGM-73 Посейдон, котрі мали дальність до 3300 морських миль (6000 км). Переозброєння в 1970 році коштувало близько 2,3 млн доларів США, а вже у 1974 році більше, ніж 31 мільйон доларів.
З 1976 року ВМФ США вирішило розробити новий тип балістичних ракет UGM-93А Trident I (C4) для нового типу ПЧАРБ «Огайо». Ця ракета була прийнята на озброєння у 1979 році, але розробка нового типу ПЧАРБ була значно затримана, він почав передаватися флоту з кінця 1981 року. Тому тими ракетами почали озброювати човни типу «Лафаєт», на котрих власне ці ракети і випробовувалися. 20 жовтня 1979 року човен «Френсіс Скотт Кі» типу «Лафаєт» вийшов у бойове патрулювання з новими ракетами «Трайдент».
Ракети «Трайдент», будучи прямими спадкоємцями ракет типу «Посейдон», були близькими за розмірами, але мали більшу дальність, близько 4000 морських миль (7200 км).
На перших п'яти човнах проєкту ракети вистрілювалися за допомогою акумульованого високого повітряного тиску, як на ПЧАРБ Джордж Вашингтон. На наступних човнах — парогазовим способом.
Для самооборони усі човни типу були оснащені 4 торпедними апаратами калібру 533-мм для чотирьох основних моделей торпед типу Марк-48 або восьми менших моделей типу Mark-46.

## Енергетичне обладнання
Головна енергетична установка човнів типу «Лафаєт» складалася з водо-водяних реакторів типу S5W. Де S значить що для використання на підводних човнах (субмаринах), 5 — номер покоління реактора, W — позначення виробника, в цьому типі Westinghouse Electric Corporation. Цей реактор був спочатку розроблений для невеликих багатоцільових підводних човнів типу «Скіпджек», мав потужність близько 15000 к.с.. Максимальна швидкість підводного ходу була більш, ніж 20 вузлів, але це не було суттєвим недоліком для тихого ходу при патрулюванні ПЧАРБ.

## Радіоелектронне і гідроакустичне обладнання
На човнах даного типу було кілька гідроакустичних систем, за допомогою яких вони могли виявляти й ідентифікувати ворожі підводні човни та надводні кораблі. Основною системою була AN/BQS-4. Вона могла працювати в активному і пасивному режимах, і мала можливість працювати разом з суто пасивним гідролокатором AN/BQR-7 в легкому корпусі човна. Крім того, кожен човен мав активний гідролокатор AN/BQR-19, котрий використовувався для навігації. Для прослуховування на великих відстанях використовувалася буксирована гідроакустична система AN/BQR-15.

## Експлуатація
Човни типу були передані флоту в 1963–1964 роках. Виведення човнів типу з флоту відбувалося починаючи з 1986 року і закінчилося у 1994 році. Проєктний мінімальний термін експлуатації тих підводних човнів становив 30 років, але тільки кілька човнів у використані досягли цього віку, найперше через завершення Холодної війни і через їх заміну новими ПЧАРБ типу «Огайо».
Спочатку усі човни були розміщені в Європі, звідти виходили в Північний Льодовитий океан . Причина вибору цього району патрулювання полягала в тому, що ядерні ракети, запущені звідти, швидко могли досягати Москви й більшість міст європейської частини СРСР База човнів була в Холі-Лох у Шотландії.
З середини 1970-х років човни були переведені в Рота (Rota) у Іспанії. Тут, як райони бойового патрулювання, була вибрана акваторія Середземного моря і цілями для цих ПЧАРБ були міста Європейської частини (найперше України) і Середньої Азії СРСР.

## Сучасний статус
Усі човни проєкту були виведені з флоту у 1986–1994-их роках й утилізовані.

## Оцінка проєкту
Тип підводних човнів «Лафаєт» цілком відповідав військовим потребам США у 1960-ті, 1970-ті і 1980-ті роки.
| Порівняльна таблиця ПЧАРБ другого покоління | Порівняльна таблиця ПЧАРБ другого покоління | Порівняльна таблиця ПЧАРБ другого покоління | Порівняльна таблиця ПЧАРБ другого покоління | Порівняльна таблиця ПЧАРБ другого покоління | Порівняльна таблиця ПЧАРБ другого покоління | Порівняльна таблиця ПЧАРБ другого покоління | Порівняльна таблиця ПЧАРБ другого покоління |
| Країна                                      | США                                         | США                                         | СРСР                                        | СРСР                                        | СРСР                                        | Велика Британія                             | Франція                                     |
| ------------------------------------------- | ------------------------------------------- | ------------------------------------------- | ------------------------------------------- | ------------------------------------------- | ------------------------------------------- | ------------------------------------------- | ------------------------------------------- |
| ПЧАРБ                                       | Лафаєт                                      | Джеймс Медісон Бенджамін Франклін           | 667А «Навага»                               | 667Б «Мурена»                               | 667БД «Мурена-М»                            | Резолюшен                                   | Редутабль                                   |
| Побудовано                                  | 1961—1964                                   | 1962—1967                                   | 1964—1974                                   | 1971—1977                                   | 1973—1975                                   | 1964—1969                                   | 1964—1985                                   |
| Експлуатація                                | 1963—1994                                   | 1964—1995                                   | 1967—2004                                   | 1973—2003                                   | 1975—1999                                   | 1966—1996                                   | 1969—2008                                   |
| Кількість                                   | 9                                           | 10+12                                       | 34                                          | 18                                          | 4                                           | 4                                           | 6                                           |
| Водозаміщення (т) надводне підводне         | 7 250 8 250                                 | 7 250 8 250                                 | 7 760 11 500                                | 8 900 13 700                                | 10 500 15 750                               | 7 500 8 500                                 | 8 100 8 900                                 |
| Число ракет                                 | 16 «Поларіс» А-3, потім «Посейдон» С-3      | 16 «Посейдон» С-3 або «Трайдент I» С-4      | 16 Р-27                                     | 12 Р-29                                     | 16 Р-29Д                                    | 16 «Поларіс» А-3ТК                          | 16 M1, потім М2, потім М20, потім M4        |
| ГЧ: блоків × потужністю                     | 3×600 Кт 10×50 Кт                           | 10×50 Кт 8×100 Кт                           | 1×1 Мт                                      | 1×1 Мт                                      | 1×800 Кт                                    | 3×600 Кт                                    | 1×500 Кт 1×500 Кт 1×1,2 Мт 6×150 Кт         |
| Вага ГЧ (кг)                                | 760 кг 2000 кг                              | 2000 кг 1360 кг                             | 650 кг                                      | 1100 кг                                     | 1100 кг                                     | 760 кг                                      | 1360 кг 1360 кг 1000 кг ?                   |
| Дальність (км)                              | 4300 км 4600 км                             | 4600 км 8×7400 км                           | 2400 км                                     | 7800 км                                     | 9100 км                                     | 4300 км                                     | 3000 км 3200 км 3200 км 5000 км             |

## Представники
| Назва                 | Походження назви    | Ілюстрація | Завод                      | Закладний        | Спущений на воду  | Переданий флоту   | Виведений з флоту |
| --------------------- | ------------------- | ---------- | -------------------------- | ---------------- | ----------------- | ----------------- | ----------------- |
| «Лафаєт»              | Лафаєт              |            | Electric Boat              | 17 січня 1961    | 8 травня 1962     | 23 квітня 1963    | 12 серпня 1991    |
| «Александер Гамілтон» | Александер Гамілтон |            | Electric Boat              | 26 червня 1961   | 18 серпня 1962    | 27 червня 1963    | 23 лютого 1993    |
| «Ендрю Джексон»       | Ендрю Джексон       |            | Mare Island Naval Shipyard | 26 квітня 1961   | 15 вересня 1962   | 3 липня 1963      | 31 серпня 1989    |
| «Джон Адамс»          | Джон Адамс          |            | Портсмут NSY               | 19 травня 1961   | 12 січня 1963     | 12 травня 1964    | 24 березня 1989   |
| «Джеймс Монро»        | Джеймс Монро        |            | Newport News               | 31 липня 1961    | 4 серпня 1962     | 7 грудня 1963     | 25 вересня 1990   |
| «Натан Хейл»          | Натан Хейл          |            | Electric Boat              | 2 листопада 1962 | 12 січня 1963     | 23 листопада 1963 | 31 січня 1987     |
| «Вудро Вілсон»        | Вудро Вільсон       |            | Mare Island Naval Shipyard | 13 вересня 1961  | 22 лютого 1963    | 27 грудня 1963    | 1 вересня 1994    |
| «Генрі Клей»          | Генрі Клей          |            | Newport News               | 23 жовтня 1961   | 30 листопада 1962 | 20 лютого 1964    | 5 листопада 1990  |
| «Даніель Вебстер»     | Даніель Вебстер     |            | Electric Boat              | 28 грудня 1961   | 27 квітня 1963    | 9 квітня 1964     | 30 серпня 1990    |